# أليكس فرانكلين
أليكس فرانكلين (بالإنجليزية: Alex Franklin)‏ مواليد 11 يوليو 1988 في ريدينغ، هو لاعب كرة سلة بورتوريكي. بدأ مسيرته الاحترافية في سنة 2010. يلعب مع أتلتيكوس دي سان جرمان في دوري بورتوريكو لكرة السلة. يحمل الرقم 42. يبلغ طوله 6 قدم 6 بوصة (2.0 م). لعب مع نادي بيناس ويسكا لكرة السلة وأتلتيكوس دي سان جرمان.

## روابط خارجية
- أليكس فرانكلين على موقع الاتحاد الدولي لكرة السلة (الإنجليزية)
- أليكس فرانكلين على موقع كرة السلة الأوروبية.كوم (الإنجليزية)
- أليكس فرانكلين على موقع كلية كرة السلة في سبورتس رفرنس.كوم (الإنجليزية)
- أليكس فرانكلين على موقع ريلجم (الإنجليزية)
- أليكس فرانكلين على موقع سبورتس رفرنس (الإنجليزية)